# Nintendo DS

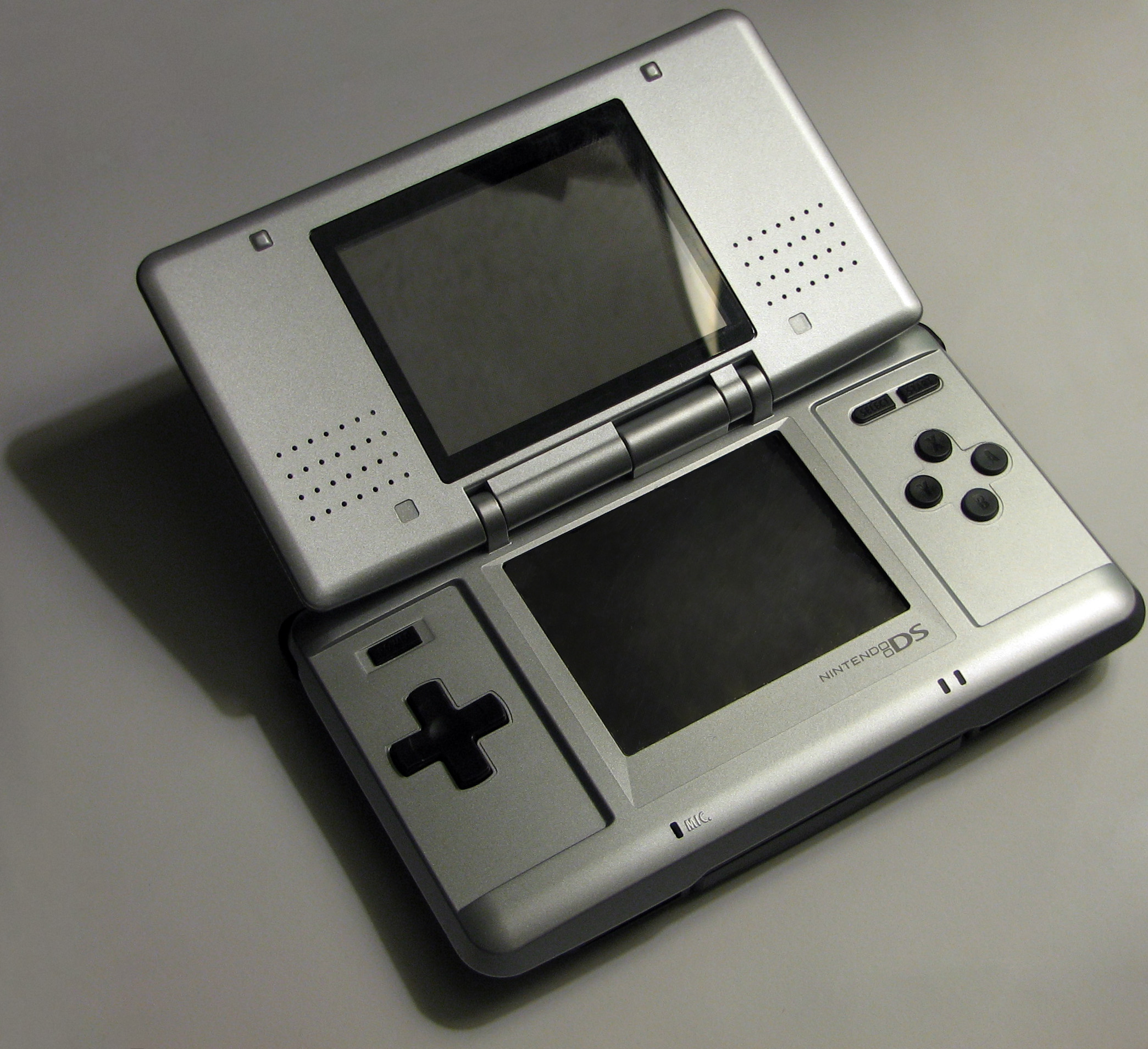
Az első Nintendo DS változat (2004)

A Nintendo DS (japánul ニンテンドーDS, Nintendō Dī Esu) a japán Nintendo cég 2004-ben megjelent kézi játékkonzolja. Két LCD kijelzője van, melyek közül az alsó egy átlátszó érintőpanelt is tartalmaz.
2006. március 2-án jelent meg Japánban, majd abban az évben a világ többi részén is a Nintendo DS Lite újratervezett, könnyebb és vékonyabb változata, jobb minőségű kijelzőkkel.
A gép képes a Nintendo korábbi piacvezető játékgépére, a Game Boy Advance-re készült játékok lejátszására is.
Két utódja is van: a Nintendo DSi és a Nintendo 3DS.

## Történelem
A Nintendo DS fejlesztése körülbelül 2002 közepén kezdődött a Nintendo volt elnöke, Hiroshi Yamauchi eredeti ötlete alapján, amely egy kétképernyős konzolt javasolt. 2003. november 13-án a Nintendo bejelentette, hogy 2004-ben egy új játékkészüléket fog piacra dobni. A vállalat nem közölt sok részletet, de kijelentette, hogy az nem fogja lecserélni a Game Boy Advance-et vagy a GameCube-ot.[12] 2004. január 20-án a konzolt "Nintendo DS" kódnéven jelentették be. Akkor a Nintendo csupán néhány részletet árult el, közölvén, hogy a konzol különálló 3 hüvelykes TFT LCD panelekkel, önálló processzorokkal és akár 1 gigabites (128 MB) félvezető memóriával lesz felszerelve.
Iwata elnök a Nintendo DS-t a "Nintendo első olyan hardverének nevezte, amely a 'Játékosközönség bővítése' alapvető stratégia támogatásával jelent meg", mivel az érintőképernyős eszköz "lehetővé teszi a felhasználók számára, hogy intuitívan játszanak". 2004. szeptember 20-án a Nintendo bejelentette, hogy a Nintendo DS Észak-Amerikában 2004. november 21-én jelenik meg, 149,99 dolláros áron. A megjelenést Japánban 2004. december 2-ára tűzték ki 15 000¥ áron; Ausztráliában 2005. február 24-én 199,95 ausztrál dollárért; és Európában 2005. március 11-én 149,99 euróért (99,99 font az Egyesült Királyságban). A konzolt Észak-Amerikában éjfélkor bocsátották ki a Universal CityWalk EB Games eseményén Los Angelesben, Kaliforniában. Japánban a konzol kevésbé nagy csindarattával jelent meg Észak-Amerikához képest; egy forrás a hideg időjárással magyarázta ezt.
A Nintendo DS jelentős piacot teremtett az alkalmi játékok számára, széles közönséget vonzva, akik nem voltak kifejezetten játékosok, és alapértelmezetté tette az érintőképernyőket a jövőbeni hordozható játékkészülékek vezérlésére. Jeremy Parish, a Polygon írója szerint a Nintendo DS lefektette az okostelefonok érintőképernyős mobiljátékainak alapjait.

## Hardver
- Tömeg: 300 g
- Méretek: 148.7 mm x 84.7 mm x 28.9 mm .

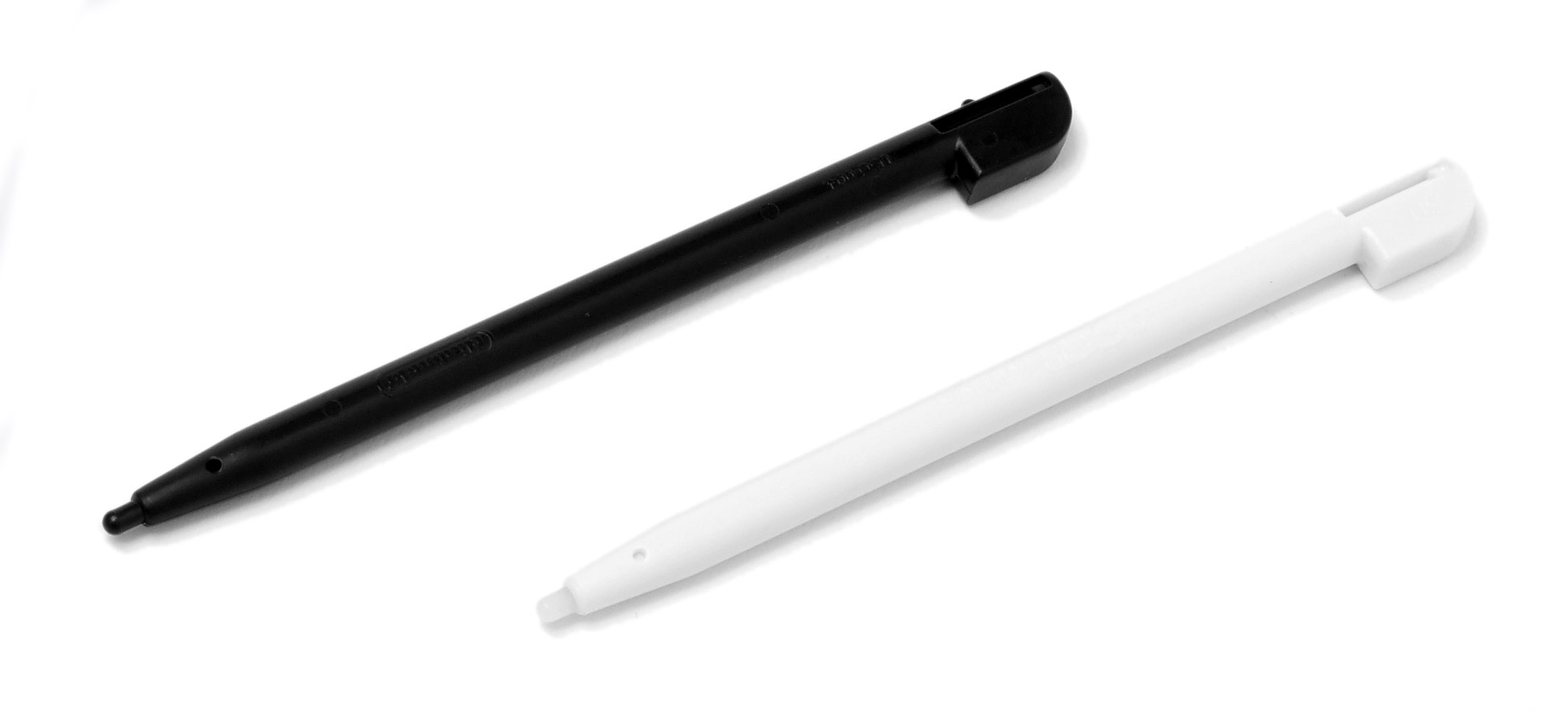
DS Lite stílusok

- Kijelzők: Két különálló 3 colos TFT LCD kijelző, egyenként 256 x 192 képpontos felbontással és 62 x 44 mm-es képernyőmérettel. Dot pitch: 0,24 mm. Az alsó kijelző érintésérzékeny, a felhasználó az ujjával, a géphez tartozó, erre a célra szolgáló tollal (stílus) vagy a régi DS-hez mellékelt, hüvelykujjra illeszthető műanyag bütyökkel is használható. A kijelző egyszerre egy érintési pont követésére képes, több helyen megérintve az érintési pontok pozíciójának átlagát adja. A kijelzők 260 000 szín megjelenítésére képesek.
- CPU: Két, egymástól független, 32 bites processzor. Mindkettő képes ARM (32bites utasításkészlet), illetve THUMB (16bites utasításkészlet) módban is működni. 
  - Főprocesszor: ARM946E-S 66 MHz
  - Segédprocesszor: ARM7TDMI 33 MHz
- Memória: 
  - Központi memória: 4 megabyte
  - VRAM: 256 kilobyte
- Wi-Fi: IEEE 802.11 és a Nintendo saját protokollja. 10-100m-ig terjedő hatótávolság. Lehetőség, hogy egy játék egyetlen példányával több, egymáshoz a hálózaton csatlakozó egységen játszanak a felhasználók. Némelyik játék internetre is képes kapcsolódni egy Access Point-on vagy a Nintendo saját USB-s adapterén keresztül
- Irányítás: érintőképernyő, a hangfelismeréshez beépített mikrofon. Elöl A/B/X/Y és a négy irányt jelölő, illetve Start és Select gombok, hátul L/R gombok.
- Input/Output: Csatlakozó sztereó fülhallgatóhoz. Külön portok a Nintendo DS és a régebbi Game Boy Advance memória, illetve kiegészítőkártyákhoz.  Az újabb Lite modellen az utóbbi bemeneti port védőkupakkal zárható le a szennyeződések elkerülésére.

## Nintendo DS Lite
A Nintendo a visszajelzések alapján áttervezte a konzolt. Az "alap" Nintendo DS után 2 évvel jelent meg. A teljesítménye nem változott, de számos ponton javítottak a hardveren.
- A gép fizikailag kisebb és könnyebb lett: 13,3 cm x 7,49 cm x 2,15 cm, 218 g
- A kijelzők jobb minőségűek és picit nagyobbak lettek. A fényerejük 4 fokozatban állítható és kontrasztosabb képet adnak.
- Megújult, csillogó, elegáns külsőbe burkolták a gépet.
- A bekapcsológomb a készülék jobb élére került és csúszkás megoldást kapott.
- Az irányító kereszt és a gombok jobb minőségűek lettek és Wii-szerű lett a kialakításuk.
- A stylust a gép oldalából kell kihúzni és vastagabb, kényelmesebb a formája.
- A Game Boy Advance kártya helyre egy takaró kupak került. A gép méretcsökkenése miatt az ide kerülő kártyák félig kilógnak a konzolból.
- A hangszórók feljebb kerültek